# Cho Ho-sung
En aquest nom coreà, el cognom és Cho.
Cho Ho-sung (en coreà 조호성; Seül, 15 de juny de 1974) és un ciclista sud-coreà, especialista en la pista on ha guanyat una medalla als Campionat del Món de Puntuació i altres als Jocs Asiàtics. Ha participat en tres Jocs Olímpics.

## Palmarès en pista
- 1995
  - Campió asiàtic en Cursa d'eliminació
- 1998
  - Medalla d'or als Jocs Asiàtics en Persecució per equips
- 2001
  - Campió asiàtic en Cursa d'eliminació
  - Campió asiàtic en Puntuació
  - Campió asiàtic en Persecució per equips
- 2002
  - Medalla d'or als Jocs Asiàtics en Puntuació
  - Medalla d'or als Jocs Asiàtics en Madison
- 2005
  - Campió asiàtic en Keirin
- 2010
  - Medalla d'or als Jocs Asiàtics en Persecució per equips
  - Campió asiàtic en Òmnium
  - Campió asiàtic en Puntuació
  - Campió asiàtic en Persecució per equips
- 2011
  - Campió asiàtic en Òmnium
- 2013
  - Campió asiàtic en Scratch
  - Campió asiàtic en Puntuació
- 2014
  - Campió asiàtic en Scratch

### Resultats a laCopa del Món
- 2000
  - 1r a Torí, en Puntuació
- 2001
  - 1r a Pordenone, en Puntuació

## Palmarès en ruta
- 2001
  - Vencedor de 3 etapes al Tour de Corea
- 2002
  - Vencedor d'una etapa a la Volta al llac Qinghai
  - Vencedor d'una etapa al Tour de Corea
- 2003
  - Vencedor de 3 etapes al Tour de Corea
- 2009
  - 1r al Tour de Seül
- 2011
  - Vencedor de 3 etapes al Tour de Tailàndia
- 2013
  - Vencedor de 2 etapes al Tour de Tailàndia
  - Vencedor d'una etapa al Tour de Corea